# アントニー・コントレラス
アントニー・ダニエル・コントレラス・エンリケス（Anthony Daniel Contreras Enríquez、2000年1月29日 - ）は、コスタリカ・サンホセ出身のサッカー選手。ヴィルスリーガ・リガ所属。コスタリカ代表。ポジションはFW。

## 経歴

### クラブ
コスタリカの首都であるサンホセに生まれ、2015年にCSエレディアーノの下部組織にスカウトされて入団した。2年後の2017年1月15日、リーガFPDのベレンFC戦にて16歳でプロデビューを果たした。しかし、デビュー後はベンチ入りこそするも出場機会の確保には至らず、2019年から2022年の間で合計4つのクラブにレンタル移籍をした。

### 代表
2021年11月12日、2022 FIFAワールドカップ・予選のカナダ代表戦にてコスタリカ代表デビューを飾った。代表初ゴールは2022年3月27日の同じくワールドカップ予選のエルサルバドル代表戦にて記録した。
2022年11月4日、W杯カタール大会に向けたメンバーの1人に選ばれた。

## 代表歴

### 出場大会
- コスタリカ代表
  - 2022 FIFAワールドカップ

### 試合数
- 国際Aマッチ 24試合 4得点（2021年-）[7]

| コスタリカ代表 | 国際Aマッチ | 国際Aマッチ |
| 年             | 出場        | 得点        |
| -------------- | ----------- | ----------- |
| 2021           | 1           | 0           |
| 2022           | 11          | 2           |
| 2023           | 12          | 2           |
| 2024           |             |             |
| 通算           | 24          | 4           |